# 圣马洛迪布瓦
圣马洛迪布瓦（法語：Saint-Malô-du-Bois，法語發音：[sɛ̃ malo dy bwa]）是法国卢瓦尔河地区大区旺代省的一个市镇，位于该省东北部，属于永河畔拉罗什区。

## 地理
圣马洛迪布瓦（46°55'43"N, 0°54'2"W）面积14.28 平方千米，位于法国卢瓦尔河地区大区旺代省，该省份为法国西部沿海省份，北起大西洋卢瓦尔省和曼恩-卢瓦尔省，西临大西洋，南至滨海夏朗德省，东部及东南部与德塞夫勒省接壤。
与圣马洛迪布瓦接壤的市镇（或旧市镇、城区）包括：莱塞佩斯、塞夫尔河畔圣洛朗、特雷兹旺、尚韦里。

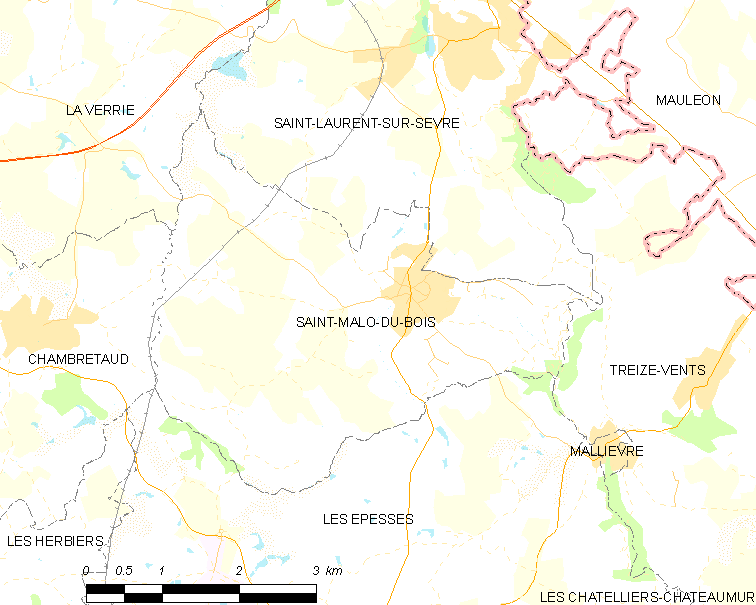
圣马洛迪布瓦的OSM定位图

圣马洛迪布瓦的时区为UTC+01:00、UTC+02:00（夏令时）。

## 行政
圣马洛迪布瓦的邮政编码为85590，INSEE市镇编码为85240。

## 政治
圣马洛迪布瓦所属的省级选区为塞夫尔河畔莫尔塔涅县。

## 人口

1962-2008年间圣马洛迪布瓦人口变化图示

圣马洛迪布瓦于2022年1月1日时的人口数量为1619人。